# Стибин
Стиби́н (сурьмя́нистый водоро́д) — неорганическое бинарное химическое соединение сурьмы с водородом, очень ядовитый легковоспламеняющийся газ, имеющий чесночный запах. Химическая формула H₃Sb. Гомологичен арсину, фосфину и аммиаку, по химическим и токсикологическим свойствам схож с арсином.

## История получения/изучения
Стибин по химическим свойствам очень похож на арсин — это было обнаружено с помощью пробы Марша. Этот тест определяет количество арсина, получаемое в присутствии мышьяка. Процедура разработана около 1836 года Джеймсом Маршем. Газ заметен в стеклянной трубке и разлагается посредством нагрева до температуры 250—300 °C. Присутствие мышьяка было указано по образованию осадка в нагретой части. Образование чёрного налёта (так называемого «сурьмянистого зеркала») на стекле в прохладной части оборудования указывает на присутствие сурьмы.
В 1837 году Льюис Томсон и Пфафф независимо обнаружили стибин. Однако его свойства долгое время оставались слабо изученными, поскольку лабораторная приборная база того времени не соответствовала изучаемому предмету. Только в 1876 году Фрэнсис Джонс протестировал несколько методов синтеза, а в 1901 году Альфредом Стоком было определено большинство свойств стибина.

## Свойства

### Физические
- Стандартная энергия Гиббса {\displaystyle \Delta _{f}G_{g}^{0}} составляет 148 кДж/моль
- Стандартная энтропия образования {\displaystyle S_{g}^{0}} составляет 233 Дж/(моль·K)

### Химические
Бесцветный легковоспламеняющийся газ с неприятным запахом. Сильный восстановитель, ядовит.
Химические свойства H3Sb схожи с арсином. Реагирует с растворами солей тяжёлых непереходных элементов (Ag+, Pb2+). Типичная для тяжёлых соединений с водородом (например, AsH3, H2Te, SnH4) неустойчивость связей между составляющими элементами так же подойдёт под определение стибина.
Стибин медленно разлагается на сурьму и водород уже при комнатной температуре, зато быстро при температуре 200 °C. Процесс идёт с большей лёгкостью, чем в случае разложения арсина.:414
{\displaystyle {\mathsf {2H_{3}Sb{\xrightarrow {(200^{o}C)}}3H_{2}+2Sb}}}
Образует катион стибония H4Sb+ (аналог аммония)
Разложение происходит с помощью автокатализа, которое может быть взрывоопасным:
Стибин легко окисляется кислородом O2 (или даже воздухом), а также и озоном:
{\displaystyle {\ce {4SbH3}}} {\displaystyle {\ce {+}}} {\displaystyle {\ce {3O2}}}(воздух){\displaystyle {\ce {\,\xrightarrow {KOMH.} 4Sb}}} {\displaystyle {\ce {+}}} {\displaystyle {\ce {6H2O;}}}
 
{\displaystyle {\ce {2SbH3}}} {\displaystyle {\ce {+}}} {\displaystyle {\ce {O3\xrightarrow {-90^{o}C\,\leq \,t^{o}\,\leq \,-50^{o}C} 3H2O}}} {\displaystyle {\ce {+}}} {\displaystyle {\ce {2Sb}}} (жёлтая).
Стибин может быть депротонирован. В данном случае выделяется аммиак и дигидроантимонид натрия:
{\displaystyle {\mathsf {H_{3}Sb+NaNH_{2}\longrightarrow NaH_{2}Sb+NH_{3}}}}

## Получение
Получают стибин в виде нестабильного газа действием атомарного водорода на соединения сурьмы или при действии кислот на антимониды магния, цинка.
Получается при воздействии на гидроксид сурьмы(III) атомарным водородом:
{\displaystyle {\mathsf {Sb(OH)_{3}+6H\longrightarrow H_{3}Sb+3H_{2}O}}}
Так же существует возможность реакции антимонида магния с избытком разбавленной соляной кислоты. Получается стибин и хлорид магния:
{\displaystyle {\mathsf {Mg_{3}Sb_{2}+6HCl\longrightarrow 2H_{3}Sb+3MgCl_{2}}}}
Кроме того, содержащие Sb−3 соединения реагируют с протонными реагентами (даже с водой):
{\displaystyle {\mathsf {Na_{3}Sb+3H_{2}O\longrightarrow H_{3}Sb+3NaOH}}}
Оба метода получения имеют недостаток, заключающейся в том, что в результате реакций газообразный стибин получается в смеси с водородом. При охлаждении газа до уровня ниже −17 °C этот недостаток может быть устранён, потому что стибин конденсируется при такой температуре.
Методом, который позволяет избежать такого недостатка, является последовательная реакция катиона Sb3+ с веществами, содержащими формальный анион H− с образованием Sb−3 и H+
{\displaystyle {\mathsf {4Sb_{2}O_{3}+6LiAlH_{4}\longrightarrow 8H_{3}Sb+3Li_{2}O+3Al_{2}O_{3}}}}
Или, как правило, получают гидрированием хлорида сурьмы (III) с использованием борогидрида натрия в эфирных растворителях:
{\displaystyle {\mathsf {4SbCl_{3}+3NaBH_{4}\longrightarrow 4H_{3}Sb+3NaCl+3BCl_{3}}}}
Также в водной среде:
{\displaystyle {\mathsf {SbCl_{3}+3NaBH_{4}\longrightarrow H_{3}Sb+3NaCl+3BH_{3}}}}

## Применение
Стибин используется в полупроводниковой промышленности с добавкой небольших количеств сурьмы с использованием процесса химического осаждения паров (ССЗ). Так же сообщается, что стибин используется как фумигант, но его нестабильность и быстрая выветриваемость контрастирует с более традиционным фумигантом PH3.

## Опасность применения
Стибин чрезвычайно ядовит: ЛД50 от 100 мг/кг у мышей. По механизму действия и опасности для человека аналогичен арсину. К счастью, стибин настолько неустойчив, что он редко встречается за пределами лабораторий.

## Токсикологические свойства
Отличается по токсичности от других соединений сурьмы, но аналогичен арсину. Стибин связывается с гемоглобином красных кровяных клеток, заставляя их разрушаться. В большинстве случаев отравление стибином не схоже с арсиновым, хотя исследования на животных показывают, что их токсичность эквивалентна. Первые признаки воздействия, которые могут появиться через несколько часов, очевидны:
- головные боли,
- головокружение и тошнота, а затем симптомы гемолитической анемии (высокий уровень неконъюгированного билирубина),
- гемоглобинурия,
- нефропатия.